# Présentinen-gevangenis
De Présentinen-gevangenis (1823-1943) was een gevangenis in de stad Marseille, hoofdplaats van het Frans departement Bouches-du-Rhône. Het was een vrouwengevangenis, gelegen aan de Place Jules-Guesde in het 1e arrondissement. Sinds 1970 staat hier het Hôtel de Région van de regio Provence-Alpes-Côte d'Azur.

## Historiek
De naam verwijst naar het convent van de congregatie van de Zusters van de Presentatie van Maria, kortweg Présentinen geheten. De tuin van het convent stond op deze plek, tot het begin van de 19e eeuw. Het departement Bouches-du-Rhône vond de plaats geschikt voor een gevangenis in 1815. In 1817 keurde de minister van Binnenlandse Zaken het bouwproject goed. In de jaren 1820-1823 werd de gevangenis gebouwd. 
Oorspronkelijk was de planning om er een huis van bewaring van te maken. Dit verklaart dat in het gevangeniscomplex zowel een militaire kazerne als een gendarmeriekazerne met paardenstallen stond. Michel-Robert Penchaud was de architect. Het kenmerk van de Présentinen-gevangenis en van andere van Penchaud was de vierkanten grondbouw met twee binnenplaatsen. De rechthoekige binnenplaatsen werden van elkaar gescheiden door een extra gevangenisvleugel. 
Eenmaal de gevangenis klaar bleken er twee grote tekortkomingen te zijn: het was te klein – slechts plaats voor 76 gedetineerden – en onhygiënisch. Het ontbrak volledig aan watertoevoer en sanitaire afvoer. In de loop van de 19e eeuw werden twee andere gevangenis gebouwd in Marseille: deze van Chave (1852-1854) en deze van Saint-Pierre (1861-1864) om de gevangeniscapaciteit te vermeerderen. De Présentinen-gevangenis werd in de loop van de 19e eeuw een vrouwengevangenis, omdat ze de kleinste van de drie gevangenissen was.  
Het regende klachten over de onhygiënische omstandigheden. In de loop van de 20e eeuw werd de gevangenis minder gebruikt. Het Vichy-regime bracht er politieke gevangenen onder tijdens de Tweede Wereldoorlog. Zo zat onder meer de communistische verzetstrijdster Raymonde Tillon (1915-2016) hier gevangen, alvorens zij overgebracht werd naar andere Franse gevangenissen en naar het werkkamp van Leipzig. In 1943 stopte het Vichy-regime de penitentiaire activiteiten van de Présentinen-gevangenis.

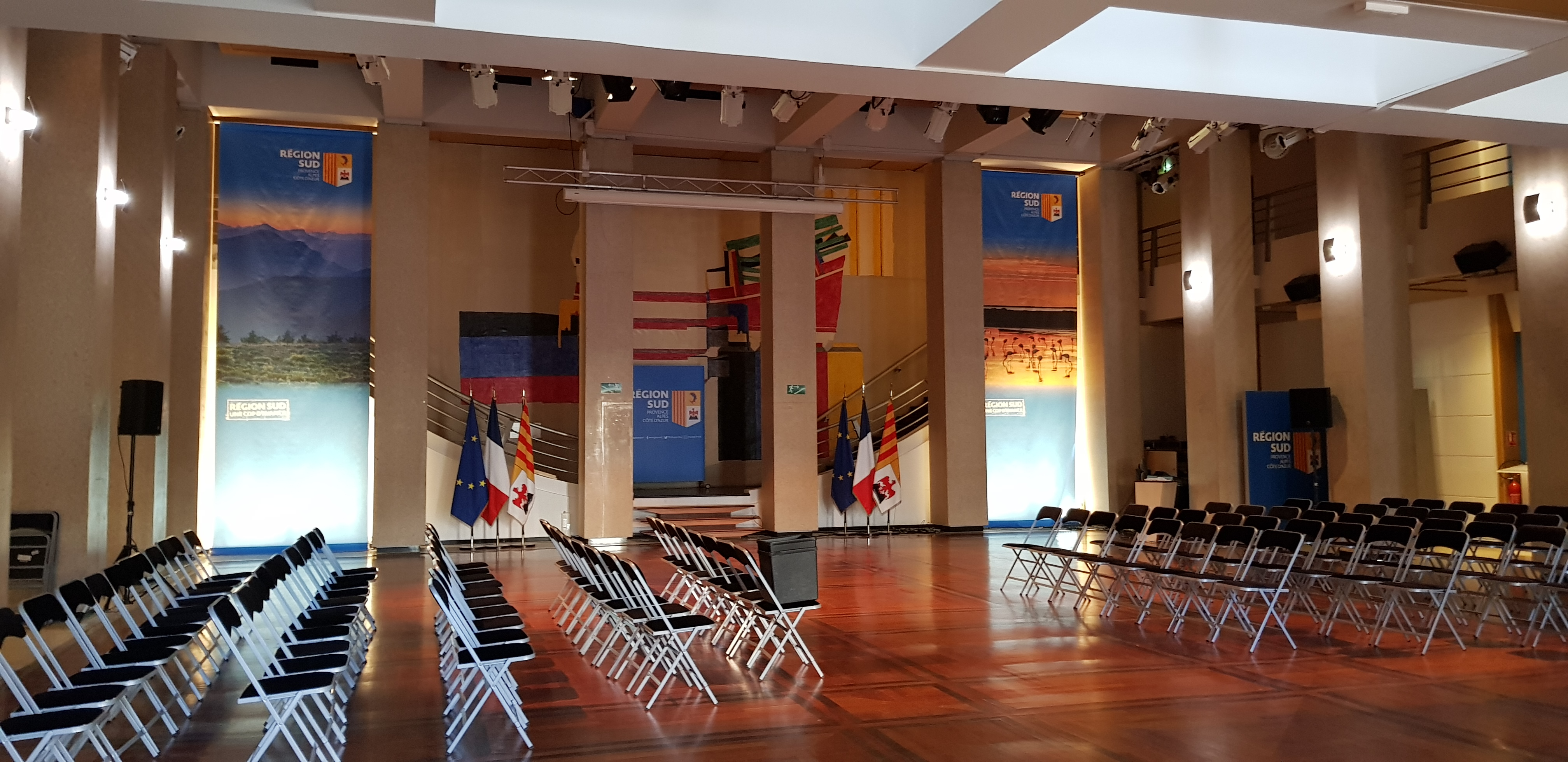
Hôtel de Région Provence-Alpes-Côte d'Azur, Marseille

Van 1945 tot 1966 diende het pand nog als school. 
In 1968 werd het gesloopt om plaats te maken voor een parking en later voor het Hôtel de Région, de zetel van de regionale overheid Provence-Alpes-Côte d'Azur. 